# Bướm quạ Miến Điện
Bướm quạ Miến Điện, tên khoa học Papilio mahadeva, là một loài bướm thuộc họ Bướm phượng (Papilionidae). 
Loài Papilio mahadeva được mô tả năm 1879 bởi Moore. Loài bướm Papilio mahadeva sinh sống ở Thái Lan, Myanmar và Quảng Tây .

## Hình ảnh

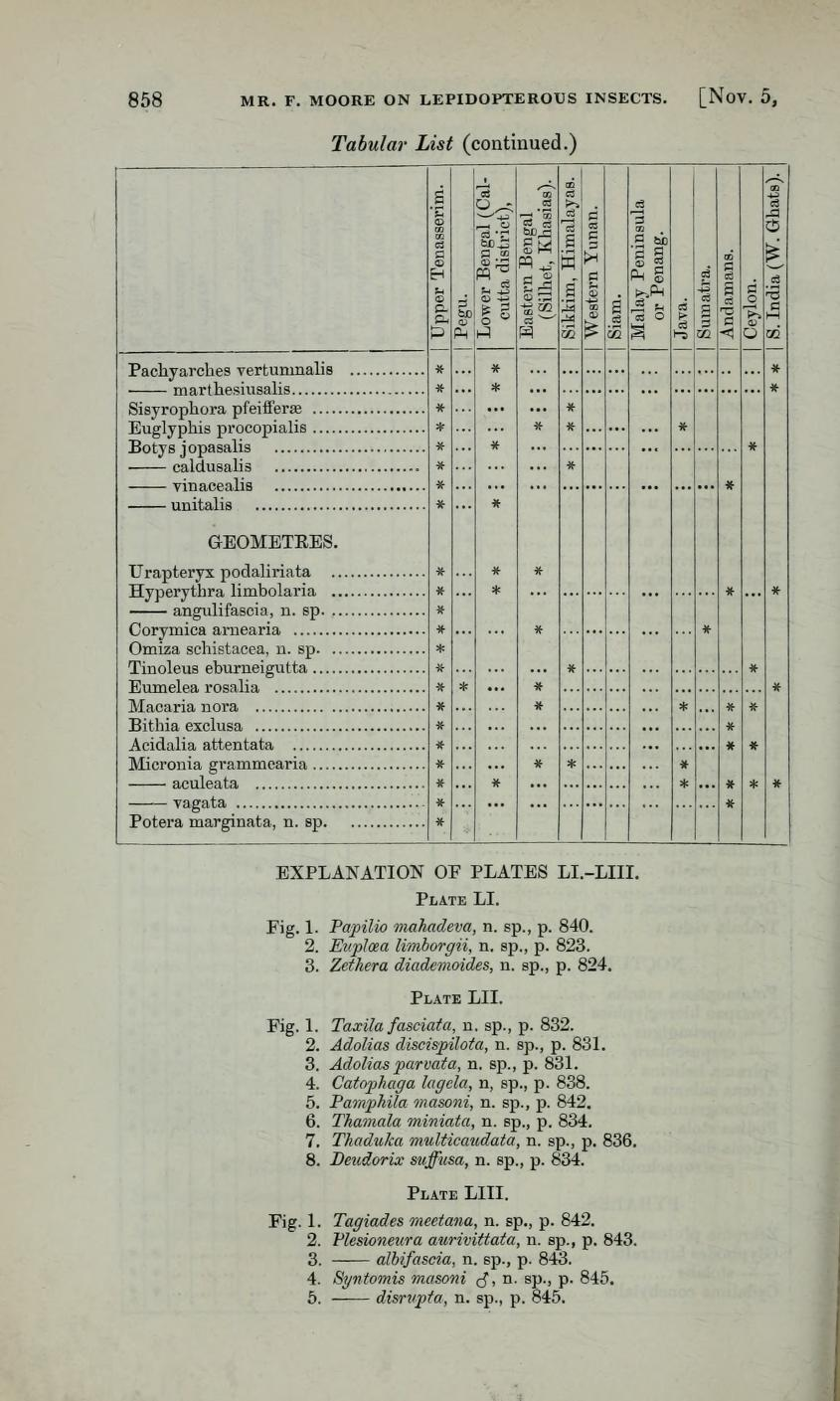
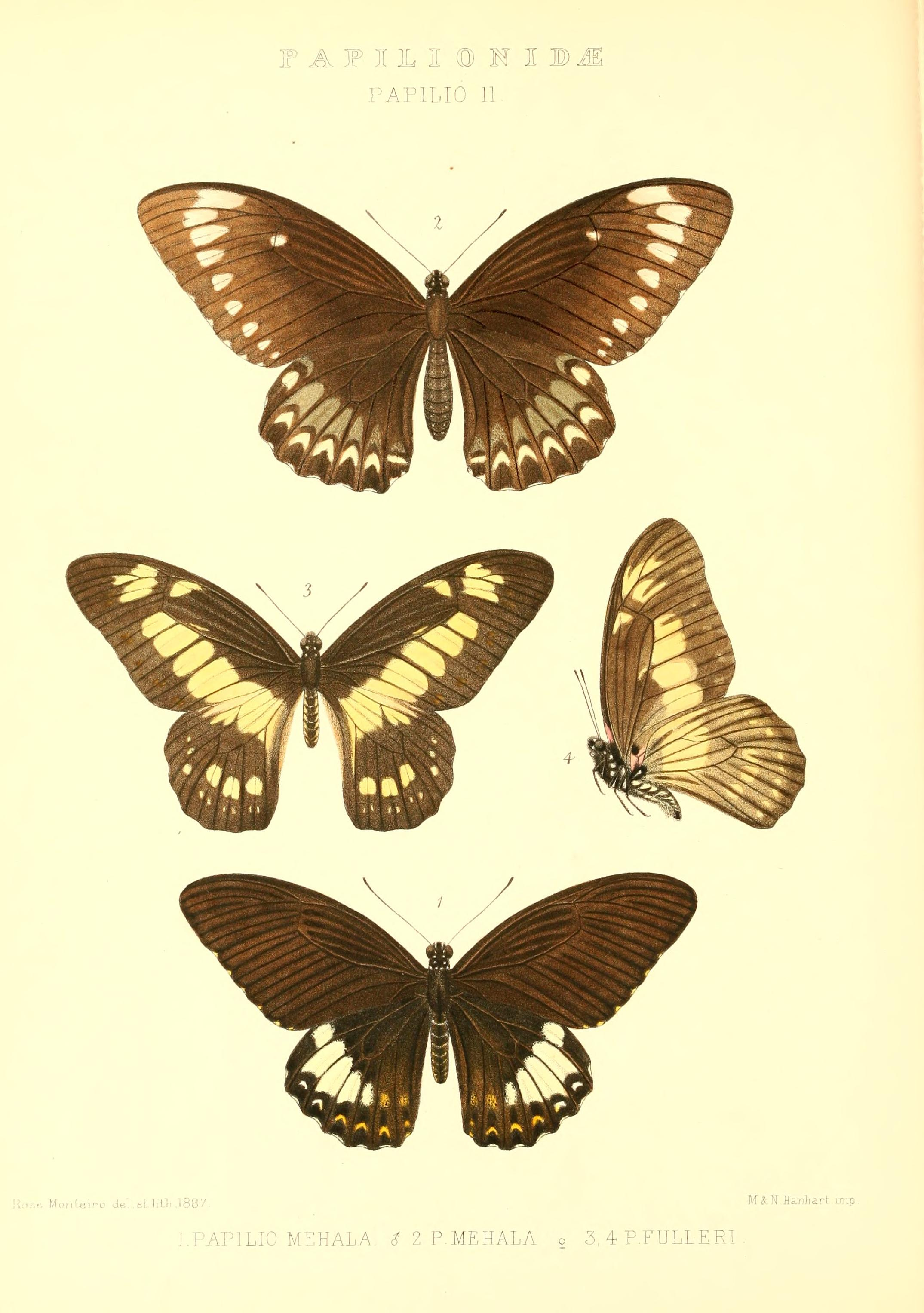
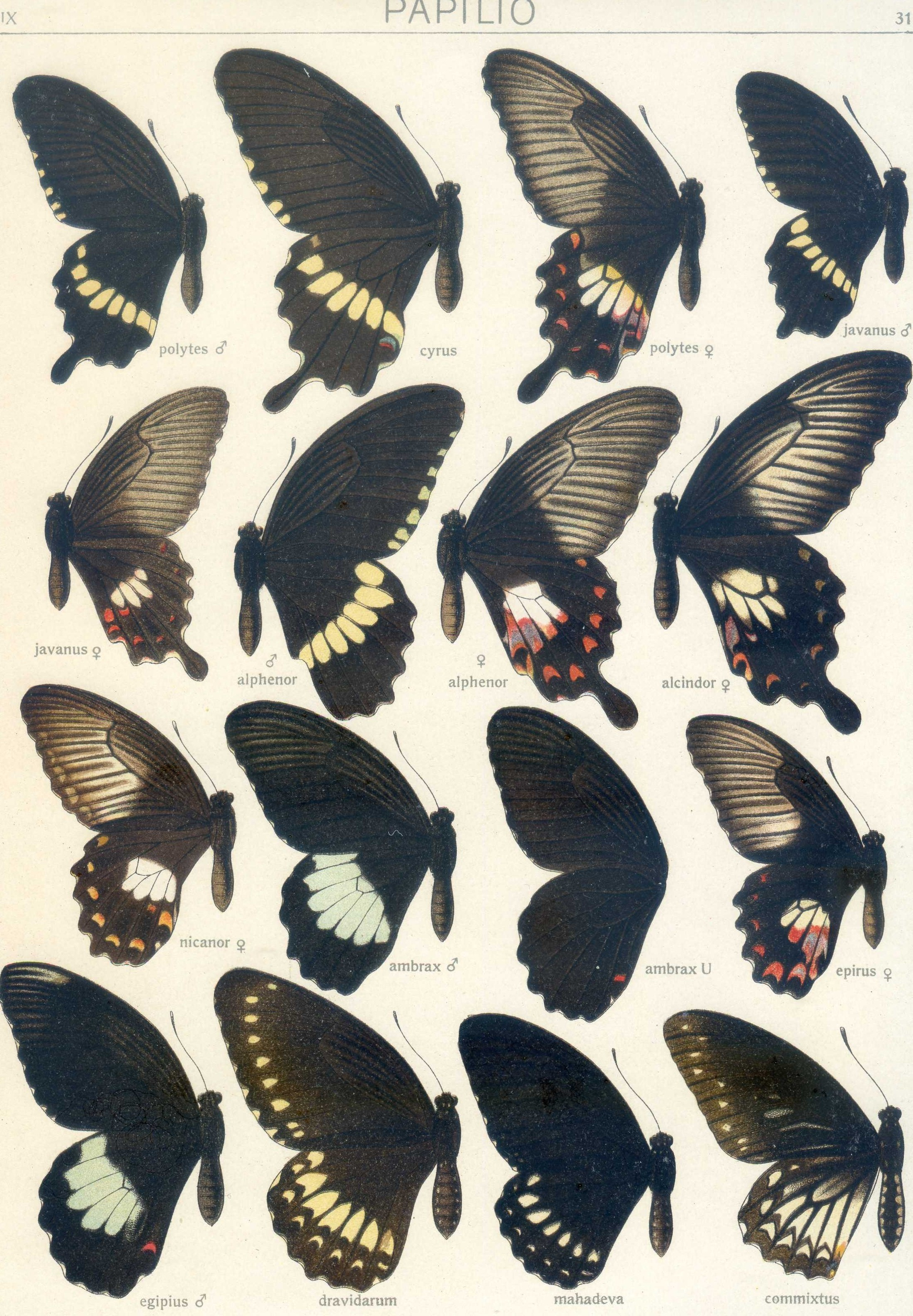